# 우겐 도르지
우겐 도르지(종카어: ཨོ་རྒྱན་རྡོ་རྗེ་, 영어: Ugyen Dorji, 1855년 ~ 1916년)는 부탄의 정치인이다. 

## 생애
1907년부터 1916년까지 부탄의 총리를 역임했다. 부탄의 정치 가문인 도르지 가문 출신이며 우겐 왕축 국왕의 조언자이기도 했다. 영국과 티베트 간의 분쟁을 중재하는 한편 인도 칼림퐁에 부탄 하우스(Bhutan House)를 설립하면서 부탄이 외부 세계와 교류할 수 있도록 노력했다.